# Zlata Bartl
Zlata Bartl (Dolac kraj Travnika, BiH, 20. veljače 1920. – Koprivnica, 30. srpnja 2008.), hrvatska stručnjakinja za prehrambenu tehnologiju, tvorac začina Vegeta koji proizvodi Podravka iz Koprivnice.

## Životopis
Zlata Bartl rođena je 1920. u Slimenima, župa Dolac kraj Travnika u BiH. Poslije velike mature odlazi na studij u Zagreb, gdje na prirodoslovnom fakultetu diplomira kemiju, fiziku, matematiku i mineralogiju. Odrasla je u sarajevskoj obitelji iz imućnijeg građanskog sloja. Poslije diplome vraća se u Sarajevo, gdje predaje na gimnaziji.
Nakon II. svjetskog rata izrečena joj je kazna od 8 godina zatvora jer je učenice vodila na izlet u Rim. Uz to joj je otegotna okolnost bila, što je pripadala ustaškom pokretu. Nakon što je u zatvoru oboljela od tuberkuloze kralježnice – od posljedica te bolesti će patiti ostatak života – biva 1946. godine, nakon 15 mjeseci zatvora uvjetno otpuštena iz kaznionice u Zenici. Godine 1945. stradao je i njen zaručnik, koji je viđen u jednoj od kolona Križnog puta.
1955. godine odlazi u Koprivnicu i tu počinje njen znanstveni rad. Bila je još kao dijete zaljubljenica u kemiju. U Podravkinom laboratoriju nastavlja sa svojim radom, a na njezinu inicijativu 1957. počinje proizvodnja dehidratiziranih juha, a 1959. i proizvodnja "Vegete". Slaboga zdravlja, ali zdravog duha ona je uspjela oko sebe okupiti ljude koji su nošeni njenim "elan vital" Vegetu uspjeli probiti na svjetsko tržište i Podravku pretvoriti u svjetski koncern. 
Dana 2. studenog 2006. postala je počasna građanka grada Koprivnice.
10. veljače 2007. profesorica Zlata Bartl je dobila od Večernjeg lista nagradu za životno djelo.
Preminula je 30. srpnja 2008. godine u koprivničkoj Općoj bolnici nakon duge i teške bolesti. Danas je poznata pod nadimkom "teta Vegeta".

## Vanjske poveznice
- Zlata Bartl Hrvatska tehnička enciklopedija, portal hrvatske tehničke baštine. LZMK